# Dies irae
Dies irae ("Día de la ira") es un famoso himno latino del siglo XIII atribuido al franciscano Tomás de Celano (1200-1260), amigo y biógrafo de San Francisco de Asís. También se han considerado como posibles autores al papa Gregorio Magno, San Bernardo de Claraval o los frailes dominicos Umbertus y Frangipani. Suele considerarse el mejor poema en latín medieval, y difiere del latín clásico tanto por su acentuación (no cuantitativa) como por sus líneas en rima. El metro es trocaico. El poema describe el día del Juicio Final, con la última trompeta llamando a los muertos ante el trono divino, donde los elegidos se salvarán y los condenados serán arrojados a las llamas eternas.
Este himno se usaba como secuencia en la Misa de Réquiem del rito romano hasta 1970, pero no aparece en el Misal Romano de 1970.

## El poema

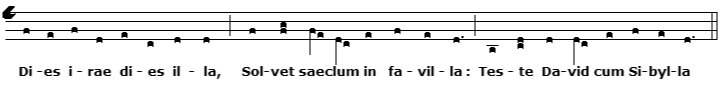
El Dies Irae

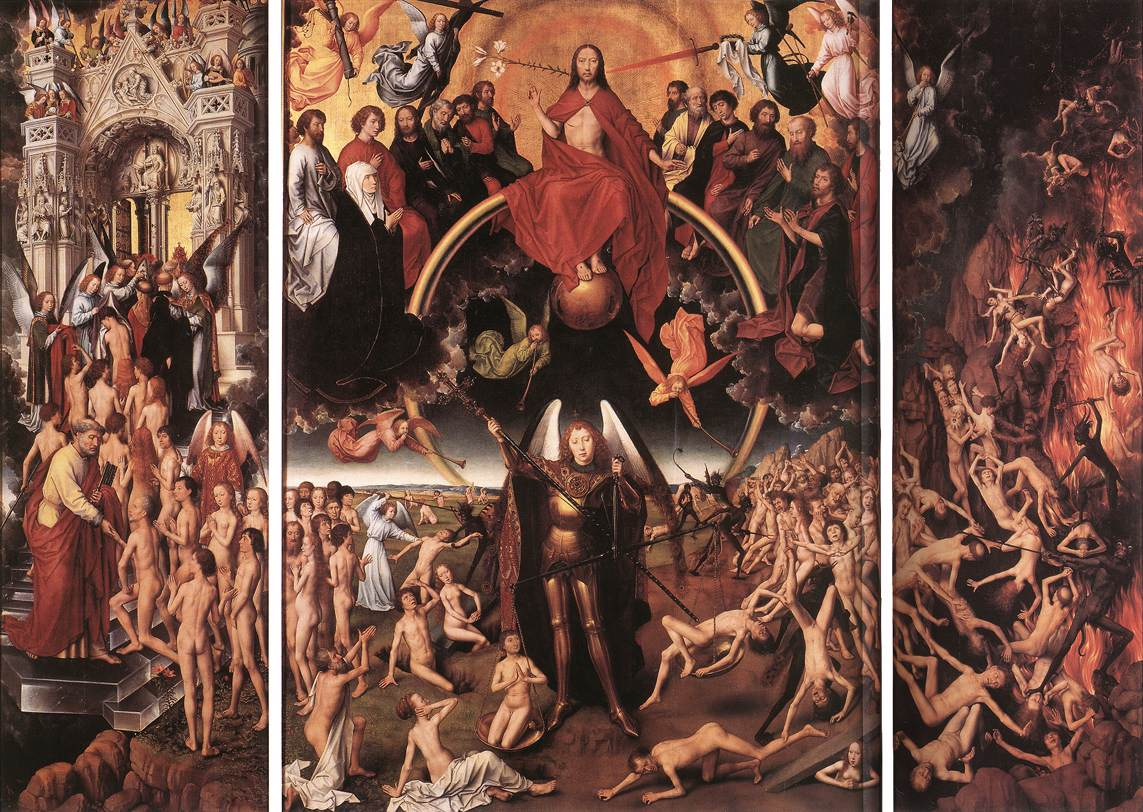
El Juicio Final de Hans Memling, (c. 1467–71, Museo Nacional de Gdańsk.

| Texto original en latín Dies iræ, dies illa, Solvet sæclum in favilla, Taste David cum Sibylla! Quantus tremor est futurus, quando iudex est venturus, cuncta stricte discussurus! Tuba mirum spargens sonum per sepulcra regionum, coget omnes ante thronum. Mors stupebit et Natura, cum resurget creatura, iudicanti responsura. Liber scriptus proferetur, in quo totum continetur, unde Mundus iudicetur. Iudex ergo cum sedebit, quidquid latet apparebit, nil inultum remanebit. Quid sum miser tunc dicturus? Quem patronum rogaturus, cum vix iustus sit securus? Rex tremendæ maiestatis, qui salvandos salvas gratis, salva me, fons pietatis. Recordare, Iesu pie, quod sum causa tuæ viæ; ne me perdas illa die. Quærens me, sedisti lassus, redemisti crucem passus, tantus labor non sit cassus. Iuste Iudex ultionis, donum fac remissionis ante diem rationis. Ingemisco, tamquam reus, culpa rubet vultus meus, supplicanti parce Deus. Qui Mariam absolvisti, et latronem exaudisti, mihi quoque spem dedisti. Preces meæ non sunt dignæ, sed tu bonus fac benigne, ne perenni cremer igne. Inter oves locum præsta, et ab hædis me sequestra, statuens in parte dextra. Confutatis maledictis, flammis acribus addictis, voca me cum benedictis. Oro supplex et acclinis, cor contritum quasi cinis, gere curam mei finis. Lacrimosa dies illa, qua resurget ex favilla iudicandus homo reus. Huic ergo parce, Deus. Pie Iesu Domine, dona eis requiem. Amen. | Traducción ¡Será un día de ira, aquel día en que el mundo se reduzca a cenizas, como predijeron David y la Sibila! ¡Cuánto terror habrá en el futuro cuando el juez haya de venir para hacer estrictas cuentas! La trompeta resonará terrible por todo el reino de los muertos, para reunir a todos ante el trono. La muerte y la Naturaleza se asombrarán, cuando todo lo creado resucite para responder ante su juez. Se abrirá el libro escrito que todo lo contiene y por el que el mundo será juzgado. Entonces, el juez tomará asiento, todo lo oculto se mostrará y nada quedará impune. ¿Qué alegaré entonces, pobre de mí? ¿De qué protector invocaré ayuda, si ni siquiera el justo se sentirá seguro? Rey de tremenda majestad tú que salvas solo por tu gracia, sálvame, fuente de piedad. Acuérdate, piadoso Jesús de que soy la causa de tu calvario; no me pierdas ese día. Por buscarme, te sentaste agotado; por redimirme, sufriste en la cruz, ¡que tanto esfuerzo no sea en vano! Justo juez de los castigos, concédeme el regalo del perdón antes del día del juicio. Sollozo, porque soy culpable; la culpa sonroja mi rostro; perdona, oh Dios, a este suplicante. Tú, que absolviste a Magdalena y escuchaste la súplica del ladrón, dame a mí también esperanza. Mis plegarias no son dignas, pero tú, que actúas con bondad, no permitas que arda en el fuego eterno. Colócame entre tu rebaño y sepárame de los impíos situándome a tu derecha. Condenados los malditos, arrojados a las llamas acerbas, llámame entre los benditos. Te ruego compungido y de rodillas, con el corazón contrito, casi en cenizas, que cuides de mí en el final. Será de lágrimas aquel día, en que del polvo resurja el hombre culpable, para ser juzgado. Perdónalo, entonces, oh Dios, Señor de piedad, Jesús, y concédele el descanso. Amén. |

## Sobre el final
El poema debiera estar completo al terminar la antepenúltima estrofa. Algunos eruditos se plantean si la continuación es un añadido para servir a los fines de conveniencia litúrgica, ya que la última estrofa rompe el esquema de rimas de tres versos en favor de dísticos rimados; además, los dos últimos versos abandonan la rima en favor de la asonancia, y son catalécticos.

## Uso en la liturgia de rito romano
A partir del siglo XIV se incorporaba a la Misa de Réquiem y fue incluido en el Misal Romano publicado en 1570 por Pío V por decreto del Concilio de Trento (1545–1563). Luego de la reforma litúrgica posterior al Concilio Vaticano II, fue excluido de las ediciones editadas por Pablo VI y Juan Pablo II a partir de 1970.

## Indulgencia
En la Iglesia Católica hay una indulgencia de 3 años por cada recitación y una indulgencia plenaria si la oración se recita durante un mes. La indulgencia también puede gastarse en favor de las almas del Purgatorio.

## Inspiración y comentario
La inspiración para este himno parece venir de la Vulgata latina en su traducción de Sofonías I:15–16: Es interesante en la primera estrofa la mención de la Sibila, que adquiere un carácter profético, anunciador del fin del mundo junto con el profeta David. El prestigio de las sibilas en el mundo católico parece deberse a su aparición (concretamente de la Sibila de Cumas) en la Égloga IV de Virgilio, tan apreciada por autores católicos de los primeros siglos.

## Ejemplos de composiciones

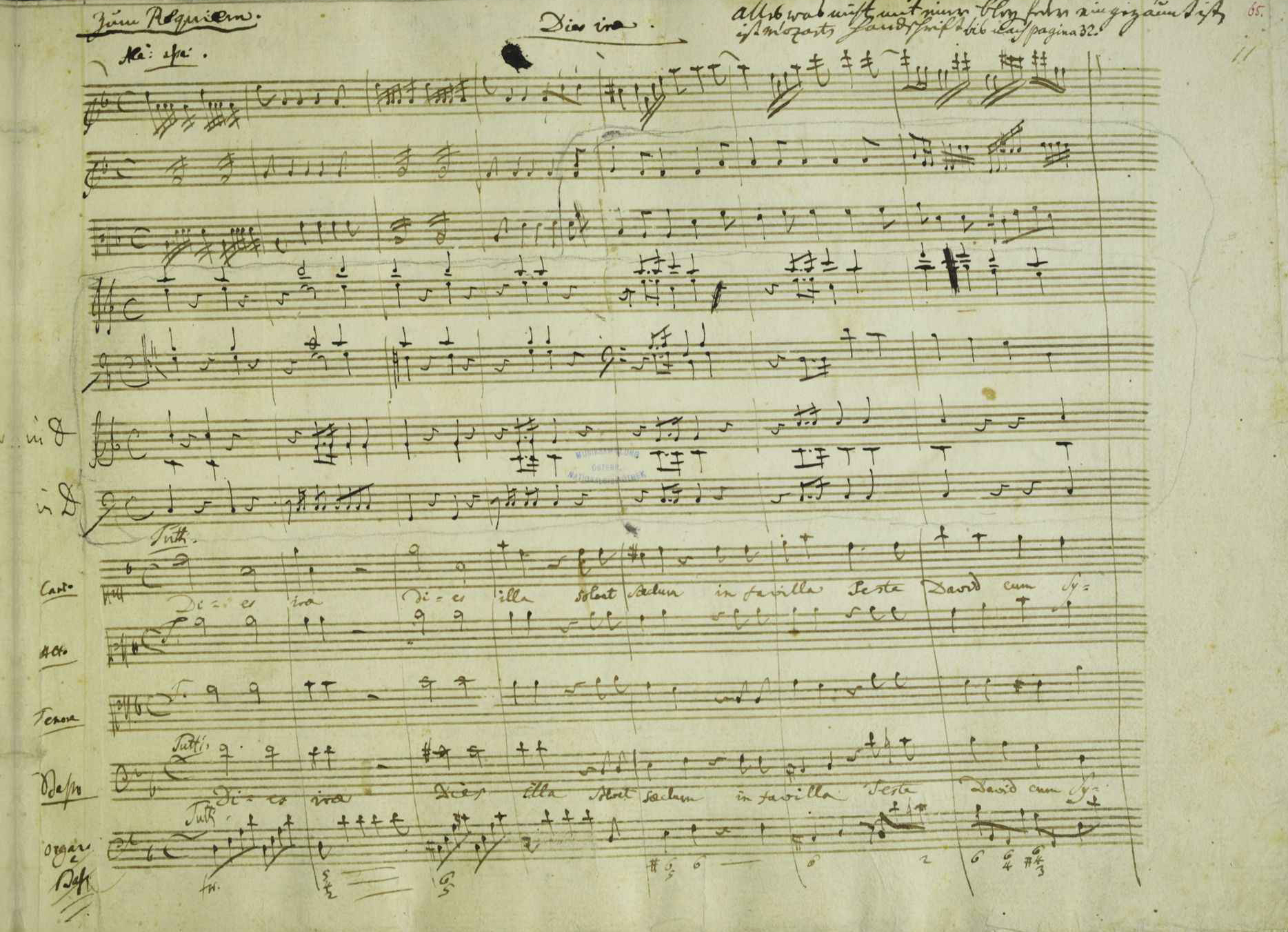
Autógrafo del Dies irae del Réquiem de W. A. Mozart